# Papa, maman, la Bonne et moi
Papa, maman, la Bonne et moi is een Franse film van Jean-Paul Le Chanois die werd uitgebracht in 1954.
Deze komedie was, op Si Versailles m'était conté... na, de Franse film die in 1954 de meeste toeschouwers naar de bioscopen lokte in Frankrijk

## Verhaal
Robert Langlois is een jongeman die nog inwoont bij zijn ouders. Hij loopt als aankomend advocaat stage bij meester Turpin. Fernand, zijn strenge vader, is leerkracht biologie en Gabrielle, zijn moeder, is vertaalster. Op een dag wordt Robert ontslagen omdat hij een collega het hof maakte, wat niet door de jaloerse Turpin werd geapprecieerd.
Wat later ontmoet Robert Catherine en ze worden verliefd op elkaar. Hij durft hun huwelijksplannen niet ter sprake brengen bij zijn ouders omdat zijn professionele toekomst hachelijk is en omdat hij bang is van de reactie van zijn autoritaire vader. Daarom heeft Catherine het vindingrijk idee de nieuwe dienstmeid van de familie Langlois te worden. Ze hoopt zo de sympathie van haar toekomstige schoonouders te winnen.

## Rolverdeling
| Acteur             | Personage                                               |
| ------------------ | ------------------------------------------------------- |
| Robert Lamoureux   | Robert Langlois                                         |
| Gaby Morlay        | Gabrielle Langlois, de moeder van Robert                |
| Fernand Ledoux     | Fernand Langlois, de vader van Robert                   |
| Nicole Courcel     | Catherine Liseray                                       |
| Madeleine Barbulée | Marie-Louise, de eerste dienstmeid                      |
| Louis de Funès     | meneer Calomel, de buurman-knutselaar                   |
| Yolande Laffon     | Madeleine Sautopin, de vriendin van Gabrielle           |
| Robert Rollis      | léon 'alibi', de vriend van Robert                      |
| Sophie Sel         | juffrouw Leconte, een leerling                          |
| Dominique Davray   | de ondernemende slagersvrouw                            |
| Judith Magre       | Germaine, een bediende van de studie van meester Turpin |
| Hubert Descamps    | de toeschouwer die niet gedineerd heeft                 |